# Estrella Blanca
Estrella Blanca är en ort i Mexiko.   Den ligger i kommunen Cuilápam de Guerrero och delstaten Oaxaca, i den sydöstra delen av landet, 400 km sydost om huvudstaden Mexico City. Estrella Blanca ligger 1 579 meter över havet och antalet invånare är 109.
Terrängen runt Estrella Blanca är varierad. Runt Estrella Blanca är det tätbefolkat, med 570 invånare per kvadratkilometer. Närmaste större samhälle är Oaxaca de Juárez, 7,7 km nordost om Estrella Blanca. I omgivningarna runt Estrella Blanca växer huvudsakligen savannskog.